# Kolari (Finnország)
Kolari község Észak-Finnországban. A svéd-finn határon helyezkedik el, a Torneälven és a Muonionjoki folyók mellett, Lappföld tartomány nyugati részén.
Kolari területe 2617,76 km² (2012. január 1.), amiből 58,96 km² tó és folyó.
A Kolari vasútállomás Finnország legészakabbra fekvő állomása.
Finnország egyik legnépszerűbb síparadicsoma, az Ylläs Kolari területén található. Itt van az ország legnagyobb kiterjedésű lápja is, rajta egy ezeréves erdővel.
Szomszédos községek Finnországban Kittilä, Muonio, Pello és Rovaniemi, valamint Svédországban Pajala.

## Munkalehetőségek
Kolari a múltban bányáiról volt ismert. Äkäsjokisuunál mészkőfejtő és cementgyár, Rautuvaarában pedig vasércbánya volt. Az 1980-as években mindkettőt bezárták, jelenleg a terület legfontosabb munkalehetőségét a turizmus jelenti.
Pajala és Kolari területén még mindig nagy vasérclelőhelyek találhatók, ezekre a kanadai Northland Resources Inc. bányászati társaság tett bejegyzést. A helyi lap, a Kuukkeli szerint:
„A cég fejlesztési tervei szerint Pajala–Kolari-területére három bányát, kettő koncentrátort és kettő pelletkészítő üzemet nyitunk. Egy bánya 75 millió euróba kerül, a koncentrátor és a pelletkészítő egyenként 200 millióba, így a beruházás összköltsége eléri az egy milliárd eurót. Ez egyben 1500 munkahelyet is jelent, egy bányász munkahely 3-5 más munkahelyet teremt.”
Ylläs és Äkäslompolo nemzetközi színvonalú síközpont és turistaparadicsom szintén munkahelyeket jelent az itt élő embereknek.

## Oktatás
Kolari községben a középszintű oktatás a kolari gimnáziumban folyik. "Lappia Ammattiopista" szakképzőben többek közt nővérképzésben részesülhetnek a jelentkezők.
2012 őszétől bányászképzés indul a településen.

## Testvértelepülés
- Pajala Svédország

## Távolságok

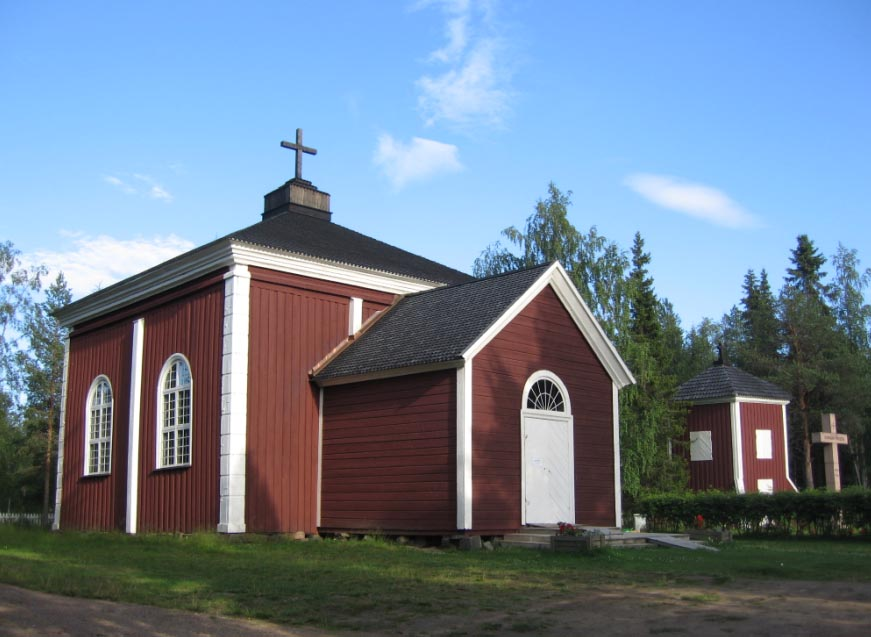
Kolarinsaari templom (épült 1818-ban)

- Muonio 79 km
- Kittilä 80 km
- Pello 68 km
- Rovaniemi 170 km
- Pajala (Svédország) 30 km
- Kiruna (Svédország) 190 km
- Kemi 220 km
- Tornio 196 km
- Inari 260 km
- Kilpisjärvi 280 km
- Oulu 320 km
- Alta (Norvégia) 350 km
- Tromsø (Norvégia) 420 km
- Nordkapp (Norvégia) 570 km
- Helsinki 1000 km

## Fordítás
- Ez a szócikk részben vagy egészben  a   Kolari című finn Wikipédia-szócikk fordításán alapul.  Az eredeti cikk szerkesztőit annak laptörténete sorolja fel. Ez a jelzés csupán a megfogalmazás eredetét és a szerzői jogokat jelzi, nem szolgál a cikkben szereplő információk forrásmegjelöléseként.